# The Christmas Present
The Christmas Present è il dodicesimo album in studio del cantante britannico Robbie Williams, pubblicato nel 2019. Nel 2020 è stato ristampato con l'aggiunta del singolo Can't Stop Christmas come traccia d'apertura del secondo disco.

## Tracce

### Disco 1:Christmas Past
1. Winter Wonderland – 2:20 (Felix Bernard, Richard B. Smith)
2. Merry Xmas Everybody (featuring Jamie Cullum; Slade cover) – 3:33 (Noddy Holder, Jim Lea)
3. Let It Snow! Let It Snow! Let It Snow! – 1:58 (Jule Styne, Sammy Cahn)
4. The Christmas Song (Chestnuts Roasting on an Open Fire) – 3:13 (Robert Wells, Mel Tormé)
5. Coco's Christmas Lullaby – 2:55 (Robbie Williams, Kelvin Andrews, Richard Scott, Danny Spencer)
6. Rudolph – 3:38 (Williams, Andrews, Scott, Spencer)
7. Yeah! It's Christmas – 2:49 (Williams, Andrews, Scott, Scott Ralph)
8. It's a Wonderful Life (featuring Poppa Pete) – 2:53 (Williams, Andrews, Scott, Spencer)
9. Let's Not Go Shopping – 3:09 (Williams, Andrews, Scott, Spencer)
10. Santa Baby (featuring Helene Fischer) – 3:28 (Joan Javits, Philip Springer, Tony Springer)
11. Best Christmas Ever – 3:46 (Williams, Guy Chambers)
12. One Last Christmas – 3:34 (Williams, Flynn Francis, Konrad Olsen)
13. Coco's Christmas Lullaby Reprise – 1:18 (Williams, Andrews, Scott, Spencer)

### Disco 2:Christmas Future
1. Time for Change – 3:36 (Williams, Chambers, Karl Brazil, Tom Longworth)
2. Idlewild – 4:09 (Williams, Brazil, Timothy Metcalfe)
3. Darkest Night – 3:20 (Williams, Brazil, Owen Parker)
4. Fairytales (featuring Rod Stewart) – 3:34 (Williams, Brazil, John Garrison, Martin Terefe)
5. Christmas (Baby Please Come Home) (featuring Bryan Adams) – 2:41 (Jeff Barry, Ellie Greenwich, Phil Spector)
6. Bad Sharon (featuring Tyson Fury) – 3:40 (Williams, Brazil, Benjamin Roy Castle)
7. Happy Birthday Jesus Christ – 3:16 (Williams, Flynn Francis, Konrad Olsen, Philipp Steinke)
8. New Year's Day – 3:42 (Williams, Brazil, Roy Castle)
9. Snowflakes – 3:42 (Williams, Francis, Olsen, Steinke)
10. Home – 4:11 (Williams, Brazil, Parker, Sam Sure)
11. Soul Transmission – 4:15 (Williams, Andrews, Spencer)

Tracce bonus (Deluxe)
1. I Believe in Father Christmas – 3:11 (Greg Lake, Peter Sinfield)
2. Not Christmas – 3:26 (Williams, Francis, Metcalfe, Olsen)
3. Merry Kissmas – 2:43 (Williams, Brahim Fouradi, Edwin Serrano, Memru Renjaan, Carlos Vrolijk)
4. It Takes Two (featuring Rod Stewart) – 3:53 (William "Mickey" Stevenson, Sylvia Moy)